# Cryptoarachnidium argilla
Cryptoarachnidium argilla is een mosdiertjessoort uit de familie van de Arachnidiidae. De wetenschappelijke naam van de soort is voor het eerst geldig gepubliceerd in 1967 door Banta.